# Teppei Natori
Teppei Natori (名取鉄平, Natori Teppei), né le 11 septembre 2000 à Tokyo, est un pilote automobile japonais.

## Biographie
En 2017, Natori fait ses débuts en monoplace avec Buzz International dans le championnat japonais de F4. Il termine trois des quatre courses auxquelles il participe dans les points, ce qui lui vaut 14 points et une 13e place au classement. 
En 2018, Natori intègre le Honda Formula Dream Project et se réengage pour une deuxième saison, au cours de laquelle il termine onze fois sur le podium, et remporte trois victoires. Natori termine vice-champion devant son coéquipier et membre du Red Bull Junior Team, Yuki Tsunoda. 
Après son succès en F4 japonaise, Natori rejoint Carlin Buzz Racing pour la saison 2019 du nouveau Championnat de Formule 3 FIA. Natori termine la saison avec un point, avec pour meilleur résultat une 8e place à Spa-Francorchamps. Natori participe également à l'Euroformula Open toujours avec Carlin. Il monte trois fois sur le podium et lors de la 2e course de Barcelone, Natori décroche la pole position, le tour le plus rapide et la victoire, le seul autre pilote à le faire étant le champion, Marino Sato.
En 2020, Natori retourne au Japon pour disputer la saison inaugurale du nouveau championnat de Super Formula Lights avec Toda Racing. Il se classe quatrième du championnat avec 54 points. Natori devait également s'aligner en Super Formula avec B-Max Racing, mais des problèmes de santé l'empêchent de concourir. 
La saison suivante, la carrière de Natori parait compromise car le pilote est lâché par Honda, mais il parvient à obtenir le financement nécessaire grâce une collecte de fonds. Il rejoint l'équipe B-Max Racing pour la saison 2021 et décroche le titre face à Giuliano Alesi. Fin 2021, Natori revient en Europe pour disputer les essais d'avant-saison en Formule 2 avec Trident. Mais alors qu'il est sur le point de signer avec l'écurie italienne pour disputer la saison 2022, il ne parvient pas à trouver un accord et se retrouve sans volant. Il annonce dans la foulée prendre une année sabbatique en espérant ainsi rejoindre la Formule 2 en 2023. 
Il revient à la compétition en 2023, en Super GT avec Kondō Racing. Il remporte une victoire sur le Fuji Speedway et termine toutes les courses sauf une dans les points ce qui lui permet de terminer troisième du championnat avec 50 points. Il rempile l'année suivante avec la même écurie.

## Carrière

### Résultats en monoplace
| Saison | Championnat                       | Écurie                      | Courses | Victoires | Pole positions | Meilleurs tours | Podiums | Points | Classement |
| ------ | --------------------------------- | --------------------------- | ------- | --------- | -------------- | --------------- | ------- | ------ | ---------- |
| 2017   | Championnat du Japon de Formule 4 | Buzz International          | 4       | 0         | 0              | 0               | 0       | 14     | 13e        |
| 2018   | Championnat du Japon de Formule 4 | Honda Formula Dream Project | 14      | 4         | 4              | 1               | 11      | 231    | 2e         |
| 2019   | Formule 3 FIA                     | Carlin Buzz Racing          | 16      | 0         | 0              | 0               | 0       | 1      | 24e        |
| 2019   | Euroformula Open                  | Carlin Motorsport           | 13      | 1         | 2              | 1               | 3       | 115    | 6e         |
| 2019   | Euroformula Open Winter Series    | Carlin Motorsport           | 2       | 0         | 0              | 0               | 2       | 30     | 3e         |
| 2020   | Super Formula Lights              | Toda Racing                 | 17      | 0         | 1              | 0               | 6       | 54     | 4e         |
| 2021   | Super Formula Lights              | B-Max Racing                | 17      | 6         | 6              | 5               | 11      | 109    | Champion   |

### Résultats en Super GT
| Année | Écurie        | Voiture               | Classe | 1      | 2      | 3      | 4       | 5        | 6       | 7        | 8        | Points | Classement |
| ----- | ------------- | --------------------- | ------ | ------ | ------ | ------ | ------- | -------- | ------- | -------- | -------- | ------ | ---------- |
| 2021  | Team UpGarage | Honda NSX GT3 Evo     | GT300  | OKA 11 | FUJ 9  | MOT 10 | SUZ Np. | SUG 12   | AUT 16  | MOT Abd. | FUJ Abd. | 4      | 25e        |
| 2023  | Kondō Racing  | Nissan GT-R Nismo GT3 | GT300  | OKA 10 | FUJ 1  | SUZ 4  | FUJ 4   | SUZ Abd. | SUG 10  | AUT 5    | MOT 6    | 50     | 3e         |
| 2024  | Kondō Racing  | Nissan Z Nismo GT500  | GT500  | OKA 12 | FUJ 13 | SUZ 9  | FUJ 14  | SUG 13   | AUT 12* | MOT 8    | SUZ 15   | 8      | 14e        |